# Tingshuset i Vara
Tingshuset i Vara är en kulturminnesmärkt byggnad i Vara kommun.
Huset byggdes 1897 för det då beslutade Åse, Viste, Barne och Laske domsagas tingslag.  Det ritades av arkitekten Lars Kellman. I december 1973 uppgick dåvarande Vara domsaga i Lidköpings domsaga, och Byggnadsstyrelsen sålde 1974 fastigheten till Vara kommun.
Tingshuset blev byggnadsminne 2004.